# Ormolú

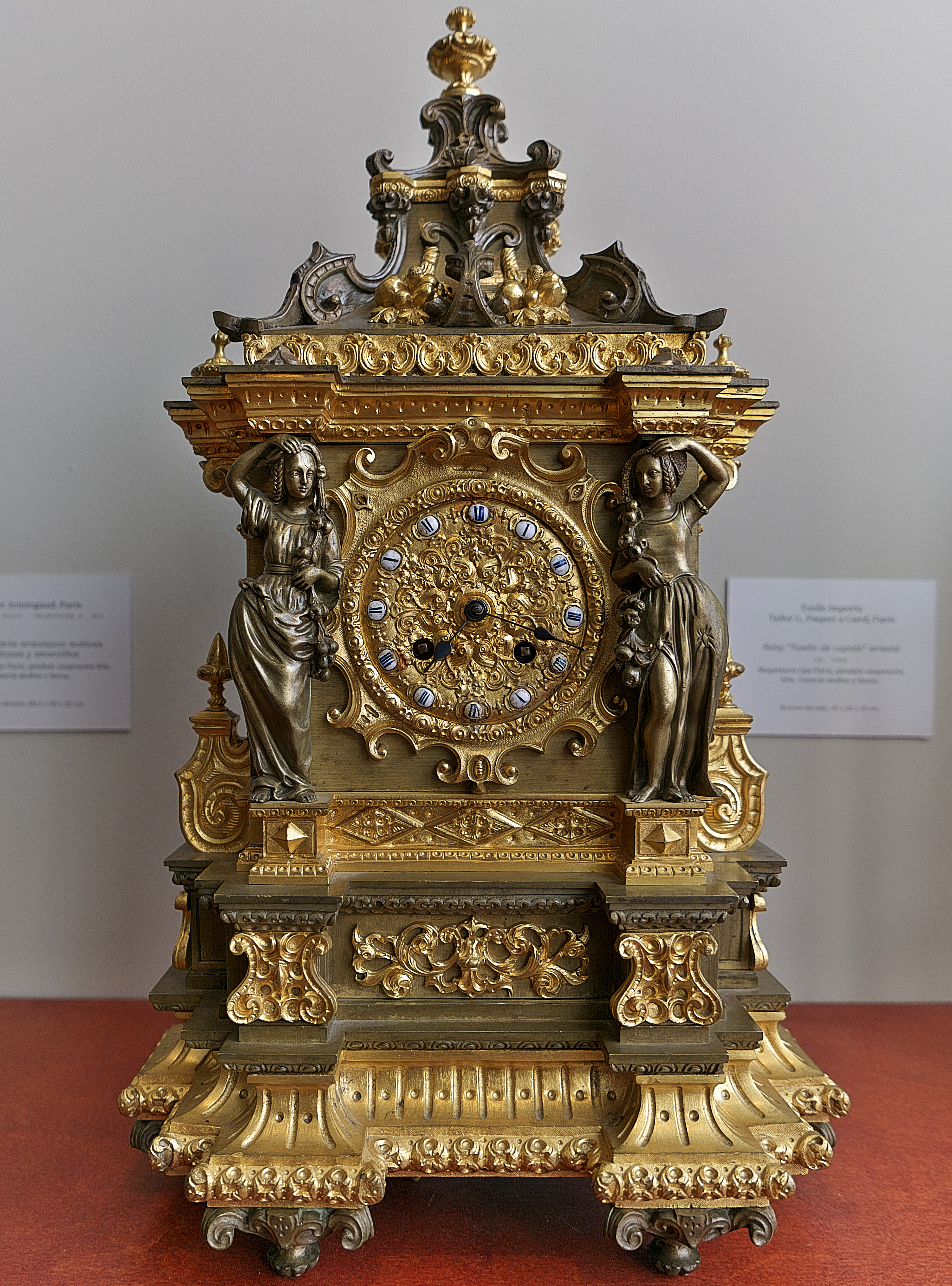
Reloj tipo imperio. Colección Bellver (Sevilla)

«Ormolú» (del francés «or moulu», es decir "oro molido") se refiere a la aplicación a un objeto de bronce de una amalgama de oro finamente molido. Los franceses denominan esta técnica «bronze doré», en español bronce dorado.
La fabricación del primitivo ‘ormolú’ empleaba un proceso conocido como  dorure au mercure o dorado a fuego, en el que una solución de nitrato de mercurio era aplicado a una pieza de cobre, latón o bronce, seguida por una aplicación de aleación de oro y mercurio. Luego el objeto era sometido a temperaturas muy elevadas hasta que el mercurio se quemaba y el oro permanecía adherido al objeto metálico. Debido a la exposición a los vapores dañinos del mercurio, la mayoría de los doradores no sobrevivían más allá de los 40 años a causa del envenenamiento por mercurio. 
Con el dorado aplicado, se bruñía la superficie presionando la capa de oro sobre los poros del soporte con la ayuda de una herramienta o bruñidor con una piedra dura en su extremo, como ágata o hematita. Con este proceso se conseguía un baño de oro duradero, pero solo podía aplicarse a objetos pequeños por razones de manipulación y de resistencia al fuego.[cita requerida]
A partir de 1830 la fabricación tradicional de ‘ormolú’ en Francia hubo de abandonarse porque la ley prohibió el uso de mercurio. Por lo tanto, otras técnicas fueron utilizadas en su lugar, pero nada supera la belleza y riqueza del color que el método original de dorado al mercurio tenía. La galvanoplastia es la técnica moderna más común. La técnica del ‘ormolú’ es esencialmente la misma que la utilizada en la plata, para producir chapado de oro (también conocido como «vermeil»).[cita requerida]
El bronce dorado, producido por «fondeurs-ciseleurs» (modeladores en bronce) se hizo habitual en los montajes decorativos de muebles, relojes, candelabros y lámparas, así como en el metal ornamental aplicado en los soportes de las cajas de los relojes e incluso piezas de cerámica. Entre los diseñadores y ebanistas franceses del siglo XVIII al XIX puede destacarse a Jean Jacques Caffieri, cuyo acabado en bronce dorado era tan finos como el trabajo de un joyero.